# Ordinarie lagstiftningsförfarande

Det ordinarie lagstiftningsförfarandet

Det ordinarie lagstiftningsförfarandet, tidigare medbeslutandeförfarandet, är ett förfarande för att anta lagar inom Europeiska unionen. Det består i att unionens lagstiftande institutioner – Europaparlamentet och Europeiska unionens råd – lagstiftar gemensamt, normalt på förslag av Europeiska kommissionen.
För att antas behöver ett lagförslag i regel godkännas av parlamentet med enkel majoritet och av rådet med kvalificerad majoritet. Både parlamentet och rådet kan ändra i lagförslaget under processens gång. De rättsakter som antas utgör lagstiftningsakter och kan bestå av förordningar, direktiv eller beslut.
Det ursprungliga medbeslutandeförfarandet infördes för vissa specifika lagstiftningsområden den 1 november 1993 genom Maastrichtfördraget. Genom Lissabonfördraget, som trädde i kraft den 1 december 2009, ändrades namnet på förfarandet till det nuvarande och användningsområdet utökades till större delen av unionens lagstiftningsområden. Inom vissa lagstiftningsområden, till exempel frågor som rör skatter eller unionens egna medel, används dock särskilda lagstiftningsförfaranden.

## Översikt
Det ordinarie lagstiftningsförfarandet består i att Europaparlamentet och Europeiska unionens råd lagstiftar gemensamt, normalt på förslag av Europeiska kommissionen. Förfarandet innefattar en iterativ process där parlamentet och rådet turvis i upp till tre omgångar behandlar lagförslaget till dess att det antingen antas av båda de lagstiftande institutionerna eller förkastas. Både parlamentet och rådet har möjlighet att ändra i lagförslaget under processens gång. För att antas behöver ett lagförslag i regel godkännas av parlamentet med enkel majoritet och av rådet med kvalificerad majoritet.
Till skillnad från särskilda lagstiftningsförfaranden, där rådet vanligtvis lagstiftar ensamt, har parlamentet och rådet likvärdiga roller i det ordinarie lagstiftningsförfarandet. Enskilda medlemsstater saknar också möjlighet att blockera lagstiftningsprocessen eftersom enhällighet inte krävs för att godkänna lagförslagen i rådet.
Lagförslag som antas genom det ordinarie lagstiftningsförfarandet utgör lagstiftningsakter och kan bestå av förordningar, direktiv eller beslut. Innan en lagstiftningsakt kan träda i kraft måste den offentliggöras i Europeiska unionens officiella tidning. Beroende på typen av rättsakt kan lagstiftningsakten antingen bli direkt tillämplig inom hela unionen vid dess ikraftträdande eller innehålla bindande bestämmelser som unionens medlemsstater är förpliktade att införliva i den nationella lagstiftningen inom en bestämd tid.
|                                              |  |                                       |  |                                                    |  |                                                             |  |                                                                         |  |                                                |  |                                                                   |
|                                              |  |                                       |  | Parlamentets ståndpunkt antas som lagstiftningsakt |  | Rådets ståndpunkt antas som lagstiftningsakt                |  | Rådets ståndpunkt med parlamentets ändringar antas som lagstiftningsakt |  |                                                |  | Det gemensamma utkastet antas som lagstiftningsakt                |
|                                              |  |                                       |  |                                                    |  |                                                             |  |                                                                         |  |                                                |  |                                                                   |
| Europeiska kommissionen Utarbetar lagförslag |  | Europaparlamentet Första behandlingen |  | Europeiska unionens råd Första behandlingen        |  | Europaparlamentet Andra behandlingen                        |  | Europeiska unionens råd Andra behandlingen                              |  | Förlikningskommitté Förlikningsprocess         |  | Europaparlamentet och Europeiska unionens råd Tredje behandlingen |
|                                              |  |                                       |  |                                                    |  |                                                             |  |                                                                         |  |                                                |  |                                                                   |
|                                              |  |                                       |  |                                                    |  | Lagförslaget förkastas i sin helhet; inget lagförslag antas |  |                                                                         |  | Inget gemensamt utkast; inget lagförslag antas |  | Det gemensamma utkastet förkastas; inget lagförslag antas         |
|                                              |  |                                       |  |                                                    |  |                                                             |  |                                                                         |  |                                                |  |                                                                   |

## Användning
Sedan Lissabonfördraget trädde i kraft den 1 december 2009 tillämpas det ordinarie lagstiftningsförfarandet på större delen av all lagstiftning som antas av Europeiska unionen inom dess befogenhetsområden. Lagstiftningsförfarandet tillämpas dock inte på antagandet av den årliga budgeten, som antas i enlighet med ett särskilt budgetförfarande. Budgetförfarandet liknar dock i stor utsträckning det ordinarie lagstiftningsförfarandet, bland annat eftersom godkännande krävs av både Europaparlamentet och Europeiska unionens råd för att anta ett budgetförslag.
Inom vissa politiskt känsliga lagstiftningsområden tillämpas istället särskilda lagstiftningsförfaranden, där parlamentets inflytande vanligtvis är starkt begränsat till förmån för rådet. Det krävs då normalt enhällighet i rådet för att ett lagförslag ska kunna antas.
I följande fall tillämpas särskilda lagstiftningsförfaranden med rådet som ensam lagstiftare:
- Vissa rättigheter kopplade till unionsmedborgarskapet, däribland rösträtt och valbarhet vid val till Europaparlamentet, samt icke-diskriminering (på vissa andra grunder än nationalitet)
- Åtgärder om pass, identitetskort, uppehållstillstånd m.m. för att underlätta den fria rörligheten för personer
- Åtgärder om social trygghet eller socialt skydd, samt viss socialpolitik
- Familjerätt som har gränsöverskridande följder
- Minimiregler för brottsrekvisit och påföljder, inrättandet av Europeiska åklagarmyndigheten, samt operativt samarbete mellan polismyndigheter
- Språk vid skydd av immateriella rättigheter
- Ersättande av protokollet om förfarandet vid alltför stora underskott, ändring av Europeiska investeringsbankens stadga och tilldelande av tillsynsuppgifter till Europeiska centralbanken
- Vissa frågor av skattekaraktär, inklusive inom energi- och miljöområdet, samt systemet för unionens egna medel och den fleråriga budgetramen
- Försvårande av kapitalrörelser till eller från tredjeland
- Särskilda program för forskning och teknisk utveckling samt rymden
- Vissa frågor som rör territorier associerade med Europeiska unionen
- Användande av den allmänna rättsliga grunden för att uppnå fördragens mål

Genom särskilda övergångsklausuler kan ett särskilt lagstiftningsförfarande med rådet som ensam lagstiftare inom ett visst politikområde i de flesta fall ersättas med det ordinarie lagstiftningsförfarandet, utan att fördragsändringen måste ratificeras av medlemsstaterna.
I följande fall tillämpas särskilda lagstiftningsförfaranden med parlamentet som ensam lagstiftare:
- Europaparlamentarikers ämbetsutövning, inklusive deras beskattning
- Undersökningsrätten
- Europeiska ombudsmannens ämbetsutövning

I alla andra fall antas lagförslag i enlighet med det ordinarie lagstiftningsförfarandet.

## Utarbetande av lagförslag

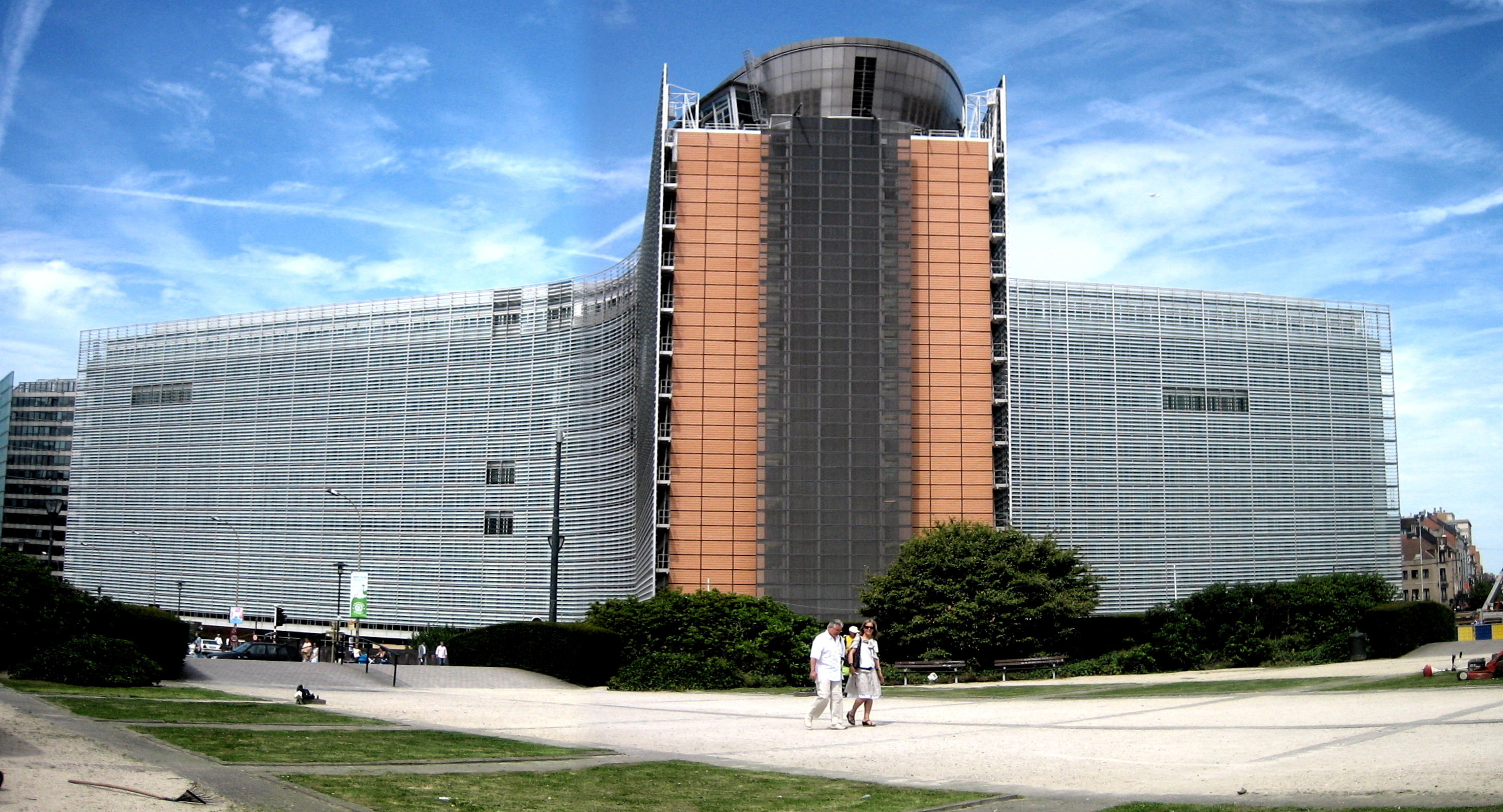
Berlaymontbyggnaden i Bryssel, Belgien, där Europeiska kommissionen har sitt säte. Kommissionen har i regel ensamrätt att lägga fram lagförslag.

Det ordinarie lagstiftningsförfarandet inleds normalt med att Europeiska kommissionen lägger fram ett lagförslag för Europaparlamentet och Europeiska unionens råd. Lagförslag får bara läggas fram om det finns en rättslig grund för förslaget i unionens fördrag och förslaget respekterar subsidiaritets- och proportionalitetsprinciperna.
Även om de flesta lagförslag läggs fram på eget initiativ, kan kommissionen i vissa fall även utarbeta lagförslag på begäran av någon annan, till exempel parlamentet eller rådet eller på uppmaning av minst en miljon unionsmedborgare genom ett europeiskt medborgarinitiativ. Kommissionen är dock aldrig skyldig att lägga fram ett visst lagförslag, men väljer den att inte lägga fram något förslag måste den uppge skälen för detta. Genom sin initiativrätt besitter kommissionen betydande makt över vilken lagstiftning som kan genomdrivas på europeisk nivå.
Endast i vissa specifika undantagsfall kan ett lagförslag läggas fram av medlemsstaterna eller en annan institution än kommissionen. Till exempel kan lagstiftningsakter som rör polissamarbete och straffrättsligt samarbete antas på initiativ av en fjärdedel av medlemsstaterna, vilket är en kvarleva från den mellanstatliga pelaren polissamarbete och straffrättsligt samarbete som existerade innan Lissabonfördraget trädde i kraft den 1 december 2009.

## Lagstiftningsbehandling
Efter att ett lagförslag har lagts fram översänds det till Europaparlamentet och Europeiska unionens råd, samt till de nationella parlamenten för bland annat eventuell subsidiaritetsprövning. I de fall då unionens fördrag kräver samråd med Europeiska ekonomiska och sociala kommittén och Europeiska regionkommittén översänds lagförslaget även till dessa kommittéer. Lagförslaget behandlas av de lagstiftande institutionerna genom en iterativ metod, bestående av minst en och högst tre behandlingar, där båda institutionerna är involverade på likvärdiga villkor.
När rådet beslutar på förslag av Europeiska kommissionen krävs enhällighet för att rådet ska kunna ändra förslaget, utom när en förlikningskommitté har sammankallats. Så länge rådet inte har fattat något beslut har kommissionen möjlighet att ändra sitt förslag.

### Första behandlingen
Den första behandlingen består av att parlamentet antar sin ståndpunkt, som rådet därefter tar ställning till. Om rådet godkänner parlamentets ståndpunkt är den antagen som lagstiftningsakt; i annat fall måste rådet anta en egen ståndpunkt och lagstiftningsförfarandet går vidare med en andra behandling. Det finns ingen uppsatt tidsfrist för den första behandlingen.

#### Parlamentets första behandling

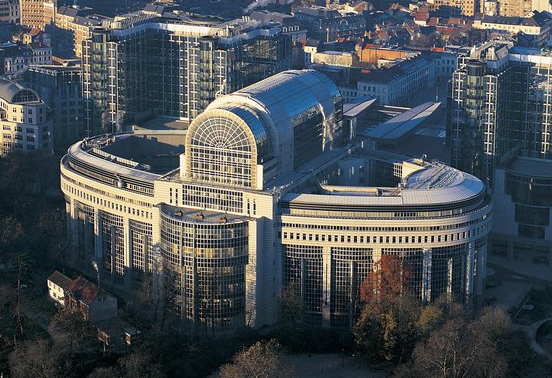
Parlamentets säte i Bryssel, Belgien. Den första behandlingen inleds i parlamentet.

I parlamentet inleds den första behandlingen med att lagförslaget hänvisas till det ansvariga utskottet av talmannen. Utskottet utser en föredragande, även kallad rapportör, som ansvarar för behandlingen av lagförslaget. I samarbete med utskott för rättsliga frågor, utskottet för konstitutionella frågor och budgetutskottet granskar det ansvariga utskottet bland annat lagförslagets rättsliga grund, dess förenlighet med subsidiaritets- och proportionalitetsprinciperna, respektive vilka ekonomiska konsekvenser lagförslaget väntas få för unionens budget och om det är förenligt med den fleråriga budgetramen.
Det ansvariga utskottet utarbetar ett betänkande, eventuellt i samarbete med andra berörda utskott. Betänkandet innefattar eventuella ändringsförslag till lagförslaget och ett förslag till lagstiftningsresolution. Efter att betänkandet har utarbetats röstar det ansvariga utskottet om det. Om inte betänkandet antas med enhällighet, måste även minoriteternas uppfattning framgå i det.
Därefter behandlas lagförslaget i plenum. Om parlamentet förkastar lagförslaget kan det återförvisas till det ansvariga utskottet, såvida inte parlamentet förordar att lagförslaget ska dras tillbaka helt och hållet. Om parlamentet godkänner eller ändrar lagförslaget är parlamentets första behandling avklarad och det godkända förslaget översänds till rådet och kommissionen som parlamentets ståndpunkt vid den första behandlingen.

#### Rådets första behandling

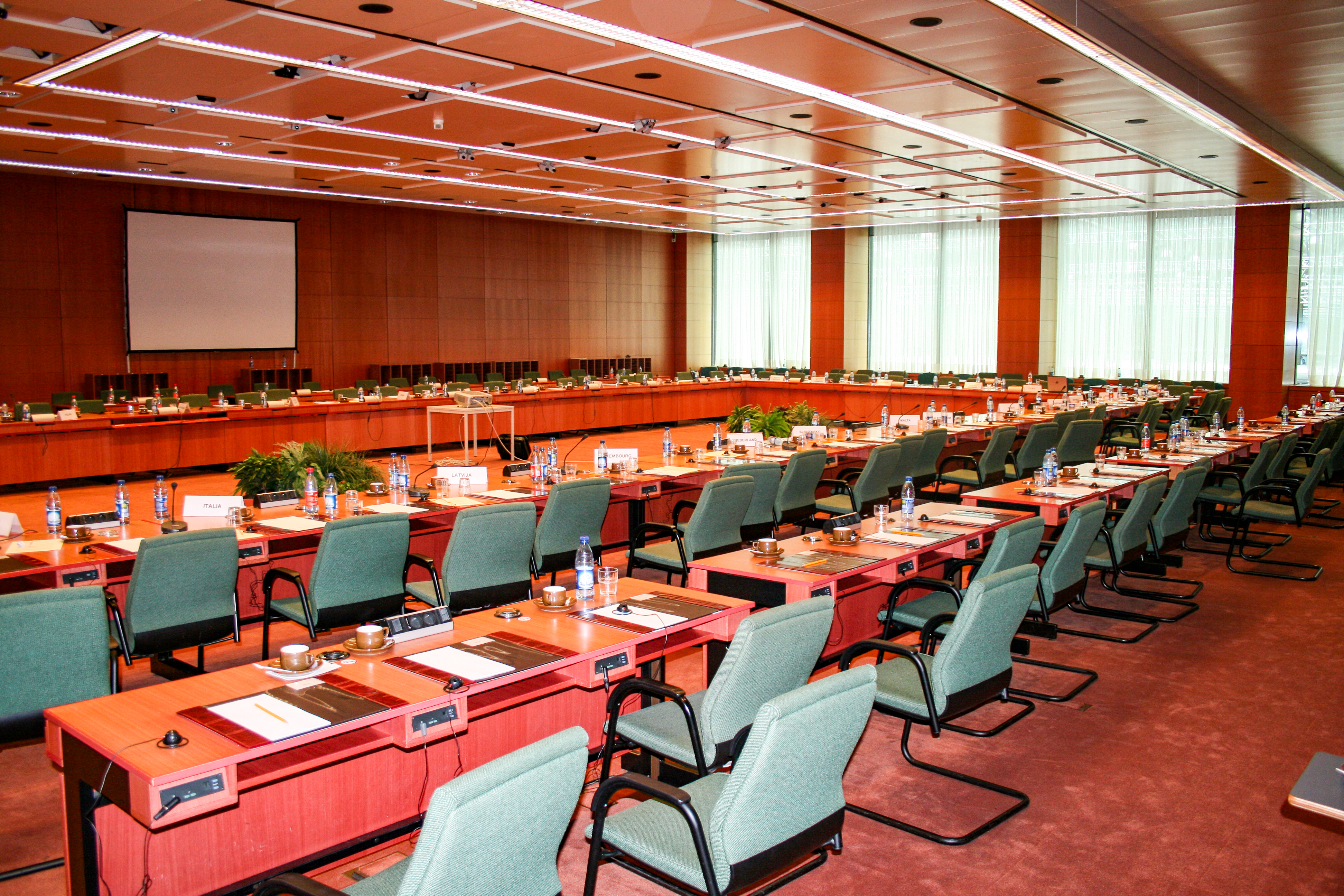
En av rådets sammanträdeslokaler.

I rådet påbörjas den första behandlingen vanligtvis redan innan parlamentet har antagit sin ståndpunkt. För att påskynda lagstiftningsprocessen och öka möjligheterna till att nå en kompromiss med parlamentet utarbetar rådet normalt en allmän riktlinje, som innehåller medlemsstaternas syn på lagförslaget. På så sätt kan parlamentet få en fingervisning om rådets ståndpunkt redan inför sin första behandling.
Efter att parlamentet har översänt sin ståndpunkt till rådet bereds ärendet i någon av rådets arbetsgrupper, bestående av företrädare för medlemsstaternas regeringar. Dessa arbetsgrupper förhandlar om de tekniska detaljerna av förslaget. Lagförslaget kommer slutligen upp i Ständiga representanternas kommitté (Coreper) eller, för jordbruksfrågor, i särskilda jordbrukskommittén.
Om rådet godkänner parlamentets ståndpunkt är den antagen som lagstiftningsakt. I annat fall måste rådet anta en egen ståndpunkt och översända denna till parlamentet. Rådet måste i så fall också lämna en fullständig redogörelse till parlamentet om skälen för sin ståndpunkt. Även kommissionen måste lämna en fullständig redogörelse till parlamentet om sin ståndpunkt.

### Trilogmöten
För att öka möjligheterna att nå en kompromiss mellan parlamentet och rådet i ett så tidigt skede som möjligt pågår normalt inofficiella förhandlingar parallellt med det formella lagstiftningsförfarandet. Dessa inkluderar även kommissionen genom så kallade trilogmöten.
Användandet av trilogmöten har ökat kraftigt över tiden, särskilt efter Lissabonfördragets ikraftträdande den 1 december 2009, och sedan 2014 antas cirka 99 procent av alla lagförslag i den första behandlingen eller i ett tidigt skede av den andra behandlingen. På så sätt kan de lagstiftande institutionerna undvika det mer komplicerade förfarandet med förlikningskommittéer och en tredje behandling. De berörda institutionerna kan i samförstånd sluta bindande interinstitutionella avtal för att reglera formerna för sitt samarbete.

### Andra behandlingen
Om rådet inte godkänner parlamentets ståndpunkt i den första behandlingen inleds en andra behandling. Under denna behandling tar parlamentet först ställning till rådets ståndpunkt vid den första behandlingen. Parlamentet kan välja att godkänna, ändra eller förkasta rådets ståndpunkt. Om parlamentet godkänner rådets ståndpunkt är den antagen som lagstiftningsakt, medan om parlamentet förkastar ståndpunkten så faller lagförslaget. Om parlamentet istället väljer att ändra i rådets ståndpunkt skickas förslaget över för godkännande av rådet. Om rådet inte godkänner ändringarna inleds ett förlikningsförfarande och en tredje behandling. Både parlamentet och rådet har tre månader på sig att slutföra den andra behandlingen; dessa tidsfrister kan dock förlängas med en månad på initiativ av någon av de båda institutionerna.

#### Parlamentets andra behandling

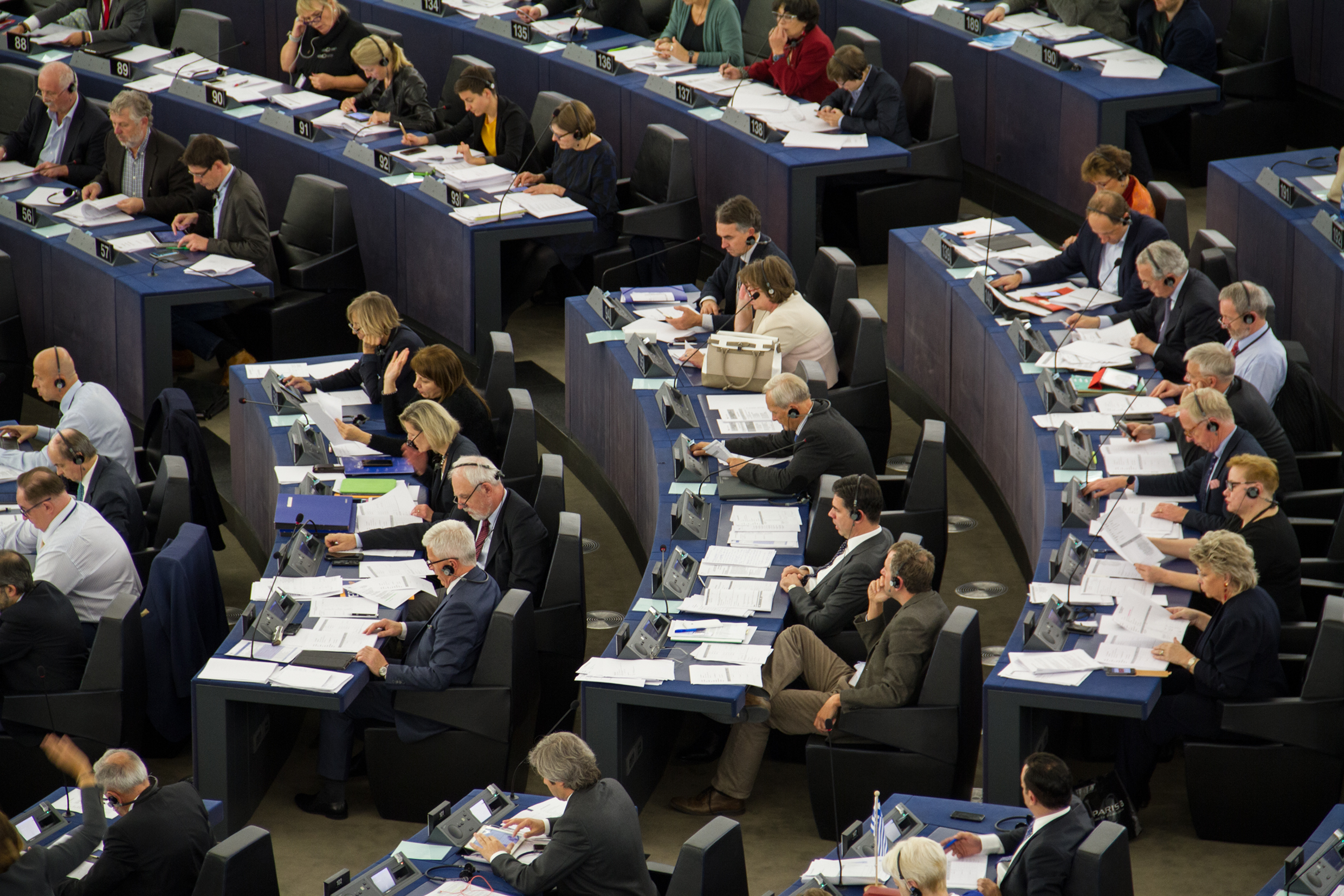
Under den andra behandlingen kan parlamentet godkänna, ändra eller förkasta rådets ståndpunkt.

Parlamentets andra behandling inleds med att talmannen tillkännager i kammaren att rådet har översänt sin ståndpunkt; därmed hänvisas ärendet till det ansvariga utskottet i parlamentet. Utskottet behandlar rådets ståndpunkt med samma föredragande som i den första behandlingen, såvida inte utskottet beslutar att utse en ny föredragande. Utskottet avger en andrabehandlingsrekommendation med en kort motivering där det föreslås att rådets ståndpunkt godkänns, ändras eller avvisas. Rådets ståndpunkter och utskottets andrabehandlingsrekommendation läggs därefter fram för omröstning i kammaren.
Parlamentet kan ta ställning till rådets ståndpunkt på tre olika sätt. Det första sättet är att parlamentet godkänner rådets ståndpunkt eller avstår från att fatta något beslut inom tidsfristen; i så fall är lagförslaget antaget. Det andra sättet är att parlamentet förkastar rådets ståndpunkt och lagförslaget faller. Det tredje sättet är att parlamentet föreslår ändringar i rådets ståndpunkt vid den första behandlingen. I så fall måste den ändrade texten översändas till rådet och kommissionen.
Om parlamentet väljer att ändra eller förkasta rådets ståndpunkt krävs en absolut majoritet, istället för enkel majoritet som i första behandlingen. Kommissionen måste yttra sig över parlamentets ståndpunkt innan rådet inleder sin andra behandling.

#### Rådets andra behandling
I rådet sker andra behandlingen först i diverse kommittéer och arbetsgrupper och därefter i Ständiga representanternas kommitté eller särskilda jordbrukskommittén, i likhet med förfarandet vid första behandlingen. Rådet måste alltid besluta med enhällighet om ändringar som kommissionen har avstyrkt.
Om rådet godkänner parlamentets ändringar är lagförslaget antaget som lagstiftningsakt; i annat fall inleds ett förlikningsförfarande och en tredje behandling.

### Förlikningskommitté
Om rådet inte godkänner parlamentets samtliga ändringar i den andra behandlingen måste rådets ordförande i samförstånd med talmannen sammankalla en förlikningskommitté inom sex veckor. Dess uppgift är att, på grundval av parlamentets och rådets ståndpunkter i den andra behandlingen, uppnå enighet om ett gemensamt utkast som kan godkännas av båda de lagstiftande institutionerna. Förlikningskommittén har sex veckor på sig att uppnå enighet om ett sådant utkast; i annat fall faller lagförslaget. Denna tidsfrist kan dock förlängas med två veckor på initiativ av någon av de båda institutionerna.
En förlikningskommitté består av rådsmedlemmarna, eller företrädare för dessa, och lika många företrädare för parlamentet. Förlikningskommittén fattar sina beslut med kvalificerad majoritet bland rådsmedlemmarna, eller deras företrädare, och enkel majoritet bland företrädarna för parlamentet. Kommissionen deltar i kommitténs arbete i syfte att ta initiativ för att närma parlamentets och rådets ståndpunkter till varandra.

### Tredje behandlingen
Om förlikningskommittén uppnår enighet om ett gemensamt utkast inleds en tredje och sista behandling. Varken parlamentet eller rådet får göra några ändringar i det gemensamma utkastet under denna behandling. Parlamentet tar ställning till det gemensamma utkastet i en enda omröstning, utan att någon återförvisning till det ansvariga utskottet sker. I omröstningen krävs enkel majoritet för godkännande.
På motsvarande sätt underställs det gemensamma utkastet godkännande i en enda omröstning i rådet, där det krävs kvalificerad majoritet för godkännande. Om både parlamentet och rådet godkänner det gemensamma utkastet är det antaget som lagstiftningsakt; i annat fall är lagförslaget förkastat. Både parlamentet och rådet har sex veckor på sig att slutföra den tredje behandlingen; denna tidsfrist kan dock förlängas med två veckor på initiativ av någon av de båda institutionerna.

## Undertecknande, offentliggörande och ikraftträdande av en lagstiftningsakt

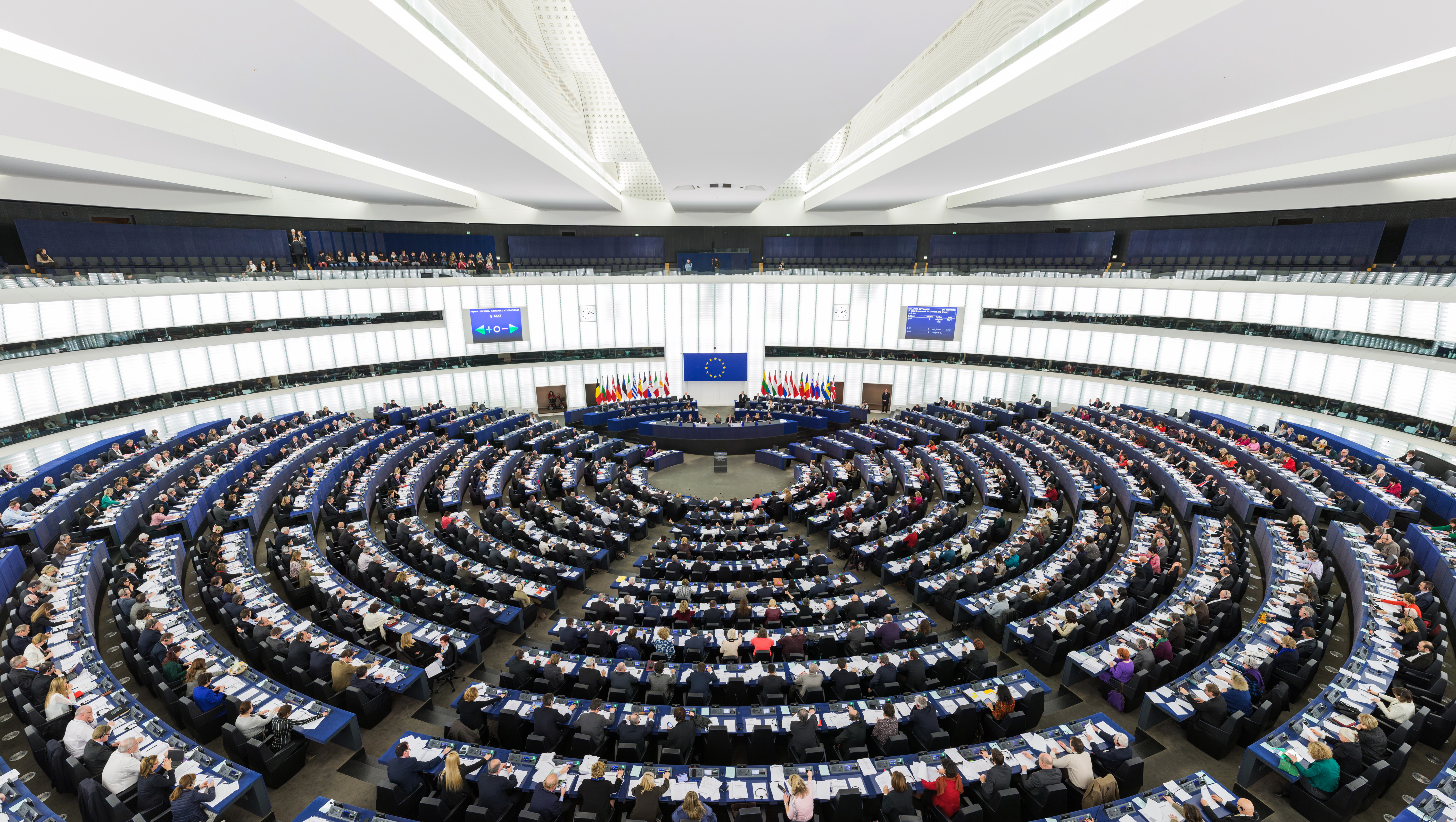
Lagförslag förklaras antagna i kammaren av talmannen.

Efter att ett lagförslag har godkänts av både Europaparlamentet och Europeiska unionens råd tillkännager talmannen att lagstiftningsakten är antagen. Rättsakten genomgår sedan en juridisk och språklig slutgranskning innan den undertecknas av talmannen och rådets ordförande samt deras respektive generalsekreterare.
Generalsekreterarna ansvarar därefter för att offentliggöra rättsakten i Europeiska unionens officiella tidning, varigenom lagstiftningsförfarandet avslutas. En lagstiftningsakt träder i kraft den dag som anges i rättsakten eller, om sådana bestämmelser saknas, tjugo dagar efter offentliggörandet.
Genom offentliggörandet anses alla unionsmedborgare och andra fysiska och juridiska personer, inklusive unionens institutioner, organ och byråer, ha fått vetskap om en rättsakt. Från offentliggörandets tidpunkt har fysiska eller juridiska personer som är direkt och personligen berörda av en bindande rättsakt två månader på sig att väcka talan om ogiltigförklaring vid EU-domstolen.
Beroende på typen av rättsakt kan lagstiftningsakten antingen bli direkt tillämplig inom hela unionen vid dess ikraftträdande eller innehålla bindande bestämmelser som unionens medlemsstater är förpliktade att införliva i den nationella lagstiftningen inom en bestämd tid.

## Antal antagna lagstiftningsakter per år
Nedan anges antal lagstiftningsakter som antagits genom det ordinarie lagstiftningsförfarandet (tidigare medbeslutandeförfarandet) per år sedan Amsterdamfördraget trädde i kraft den 1 maj 1999.
|  | Antagna i första behandlingen |

|  | Antagna i andra behandlingen |

|  | Antagna i tredje behandlingen |